# An-Naml

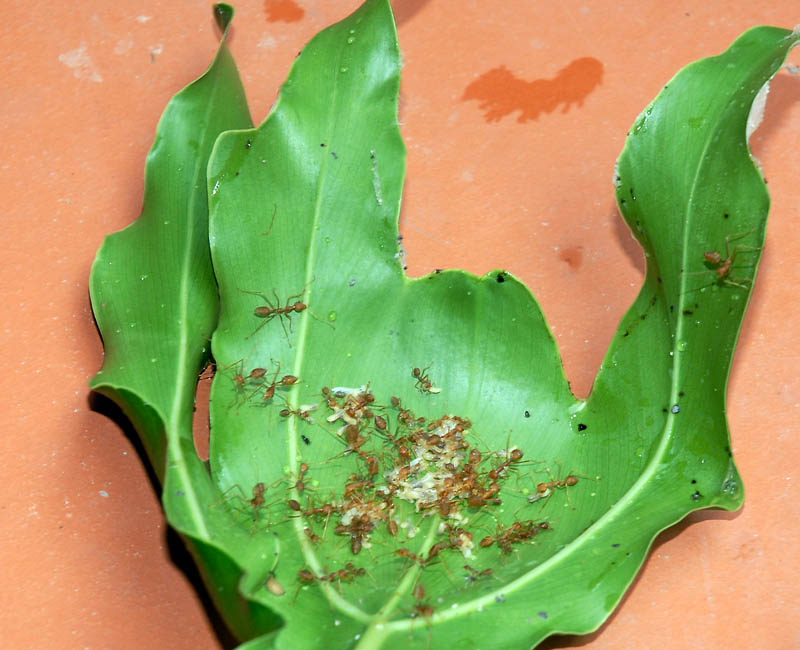
Myror

An-Naml (arabiska: سورة النمل ) ("Myrorna") är den tjugosjunde suran i Koranen med 93 verser (ayah).
Suran berättar historien om flera profeter, såsom Mose (Musa), Salomo (Sulayman) och Saleh, vilka alla predikade tawhid. Miraklen av Mose i Bibeln nämns också här. Surans namn kommer från myrorna, vars konversationer Salomo förstod.